# Будинок Рад (Санкт-Петербург)
Будинок Рад (іноді Палац Рад) — будівля, побудована в 1936–1941 роках групою архітекторів під керівництвом академіка Н. А. Троцького — Я. М. Лукіним, М. А. Шепілєвським та іншими. Знаходиться на Московській площі в Санкт-Петербурзі, Московський проспект, 212.
У будівлі близько семиста робочих приміщень, зал засідань на три тисячі людей.

## Архітектура та історія будівлі
Центральна восьмиповерхова частина будівлі: чотирнадцятиколонний портик, завершений скульптурною групою на тему соціалістичного будівництва (скульптор М. В. Томський) та гербом РРФСР (скульптор І. В. Крестовський).

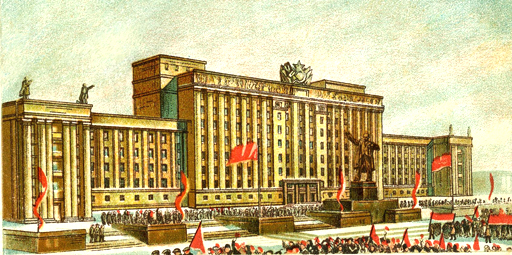
Будинок Рад в майбутньому (1939)

Бічні п'ятиповерхові крила розташовані симетрично, акцентовані портиками. На східному фасаді Будинку Рад виступає половина ротонди залу засідань. При оздобленні будівлі (завершено після 1945 року) використовувалися граніт, мармур та цінні породи дерева.
Після Німецько-радянської війни у Будинку Рад працювали різні наукові інститути, потім оборонне підприємство НВО «Ленінець». Нині у будівлі розташований бізнес-центр «Московський» (власник будівлі — НВО «Ленінець»).

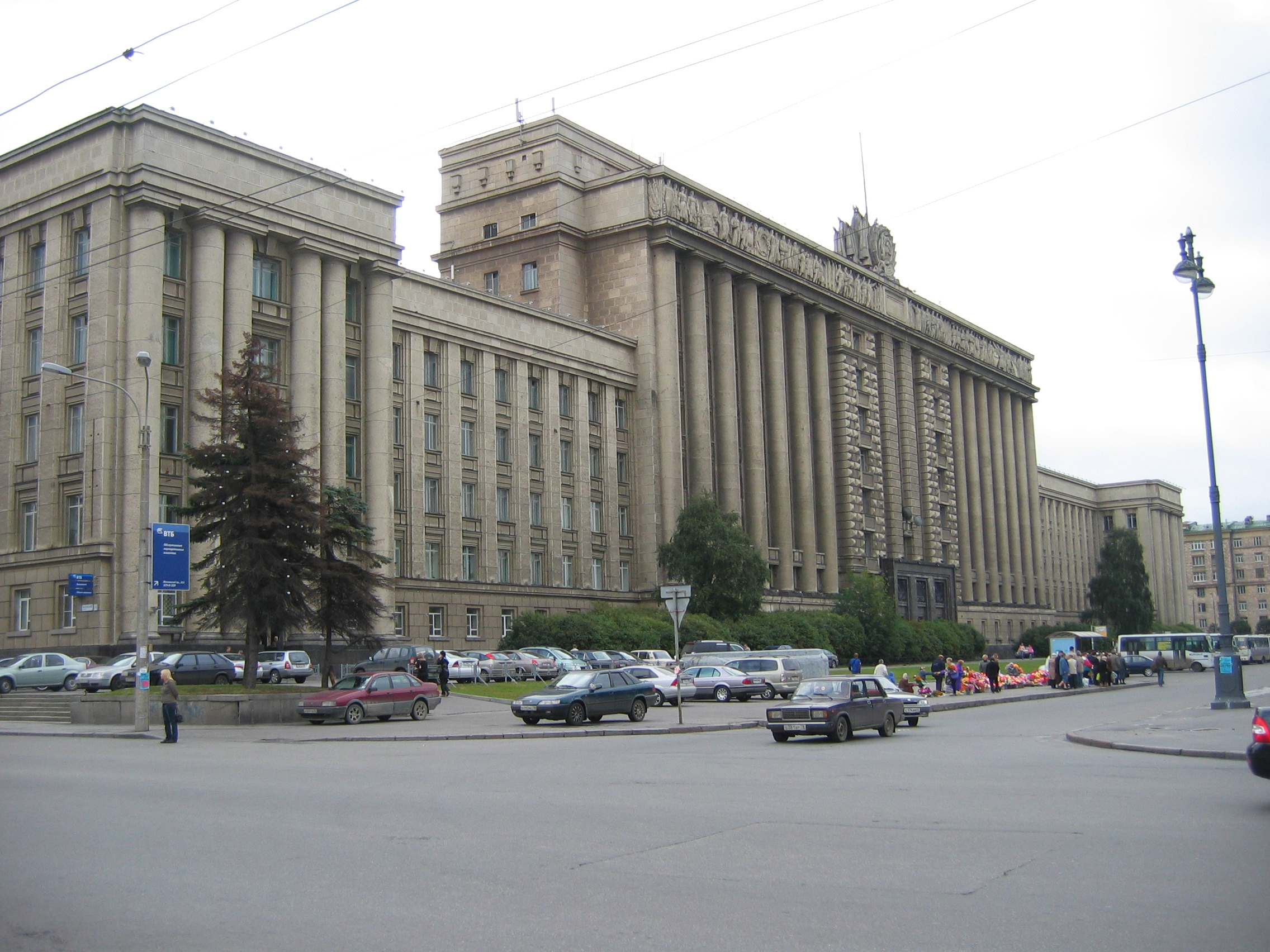
Будинок Рад, Санкт-Петербург (2005)

- 1936 — початок будівництва Будинку Рад.
- 1941 — Будинок Рад повністю споруджений.
- 1941 — (вересень) створення вузла оборони та наглядового пункту командування артилерією Ленінградського фронту.
- 1944 — у Будинку Рад розташувалося командування Ленінградського фронту.
- 1945 — завершення оздоблення будівлі Будинку Рад.
- 1970 — перед будівлею споруджено пам'ятник В. І. Леніну, (як і було передбачено за проектом 1936 року), скульптор М. К. Анікушин, архітектор В. О. Кам'янський .
- 2006 — до саміту Великої Вісімки будівлю обладнали прожекторами та додатковими ліхтарями; на Московській площі перед Будинком Рад встановили фонтани з світломузикою.